# Uniwersytet De Montfort

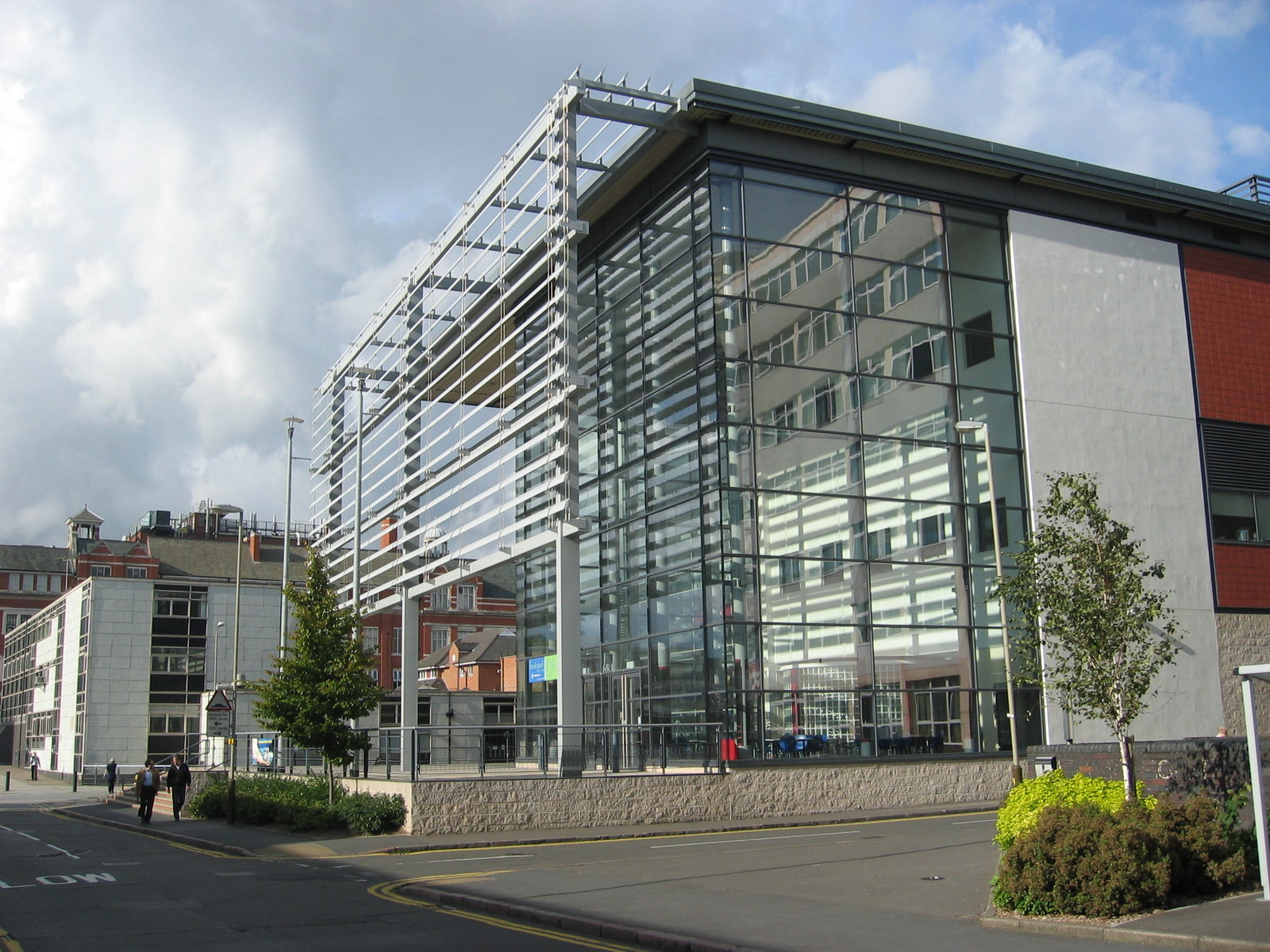
Kampus Uniwersytetu De Montfort

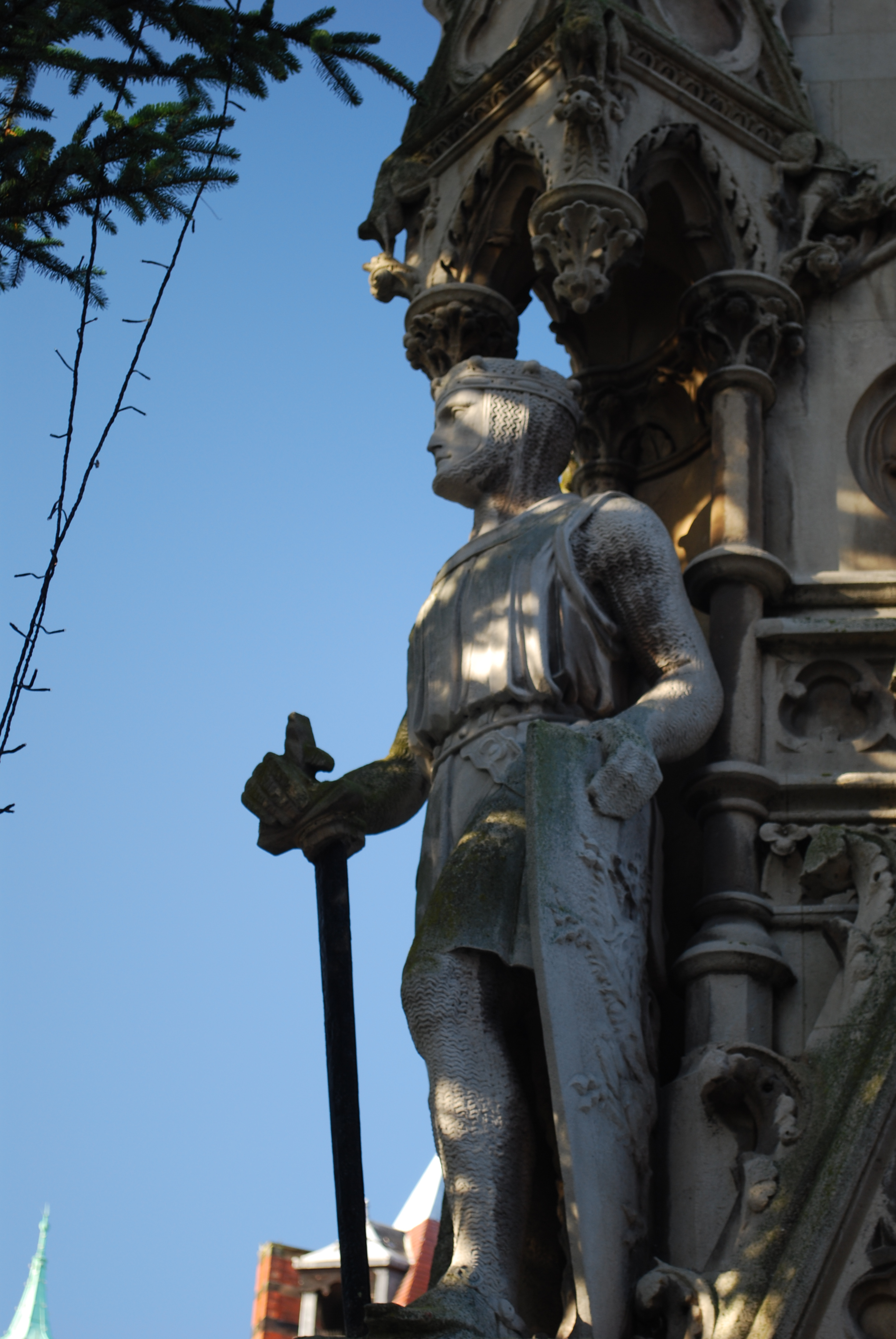
Figura patrona uniwersytetu na wieży zegarowej Clock Tower

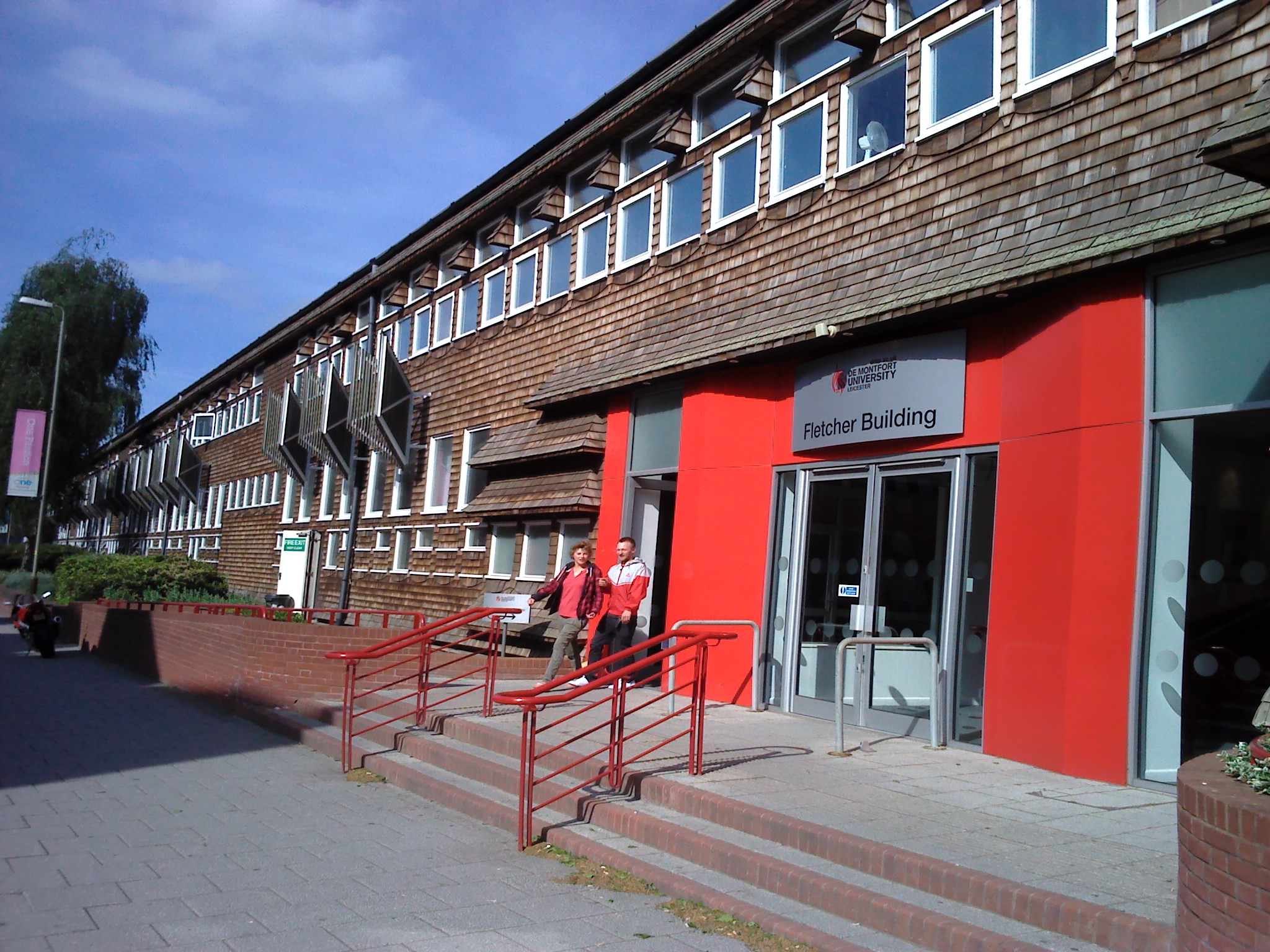
Budynek Wydziału Sztuki i Projektowania

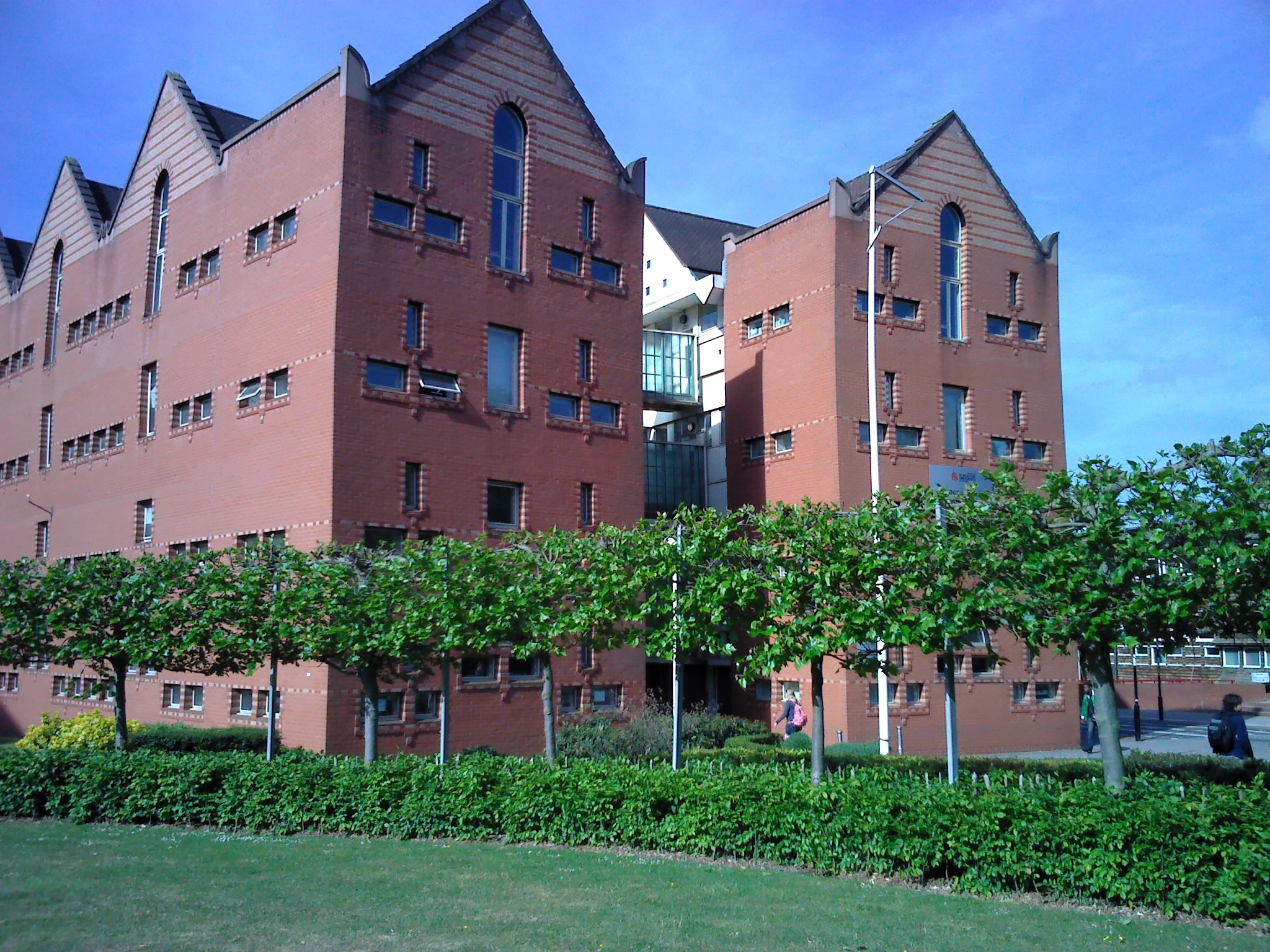
Budynek Wydziału Technologicznego

Uniwersytet De Montfort (DMU – ang. De Montfort University) – wyższa szkoła państwowa powstała w 1992 r. w mieście Leicester w Wielkiej Brytanii.
Nazwa uniwersytetu pochodzi od Simon V de Montfort szóstego hrabiego z XIII wieku.
Uczelnia prowadzi szereg kierunków i kursów na różnych wydziałach.

## Kierunki i kursy
- Administracja w Biznesie
- Animacja
- Architektura
- Zarządzanie i Marketing
- Biznes Międzynarodowy
- Cyfryzacja i Media Społecznościowe
- Dziennikarstwo
- Ekonomia
- Ekonomia i Finanse
- Ekonomia i Polityka
- Elektrotechnika
- Farmacja
- Filmoznawstwo
- Filologia Angielska
- Finanse i rachunkowość
- Finanse i Zarządzanie
- Fotografia
- Gospodarka Mieszkaniowa
- Grafika
- Handel w Modzie
- Historia
- Informatyka
- Informatyka i Komunikacja
- Informatyka Śledcza
- Inżynieria Biomedyczna
- Inżynieria Oprogramowania
- Kryminalistyka, Kryminologia
- Logopedia
- Matematyka
- Mechanika i budowa maszyn
- Mechatronika
- Media
- Komunikacja i Dziennikarstwo
- Medioznawstwo
- Muzyka, Muzyka i Nagrywanie Dźwięku, Muzyka i Technologia
- Ochrona Zdrowia
- Pedagogika
- Pielęgniarstwo
- Politologia
- Położnictwo
- Praca w Opiece Społecznej, Praca z młodzieżą
- Prawo, Prawo Handlowe
- Produkcja Telewizyjna
- Programowanie Gier Komputerowych, Projektowanie gier komputerowych
- Psychologia, Psychologia i Edukacja, Psychologia i Kryminologia
- Reklama i Media
- Socjologia
- Stosunki międzynarodowe
- Teatrologia
- Zarządzanie Biznesem Międzynarodowym
- Zarządzanie w Biznesie i Marketing
- Zarządzanie w Handlu Detalicznym
- Zarządzanie w Sztuce i Organizacja Imprez Masowych
- Zarządzanie Zasobami Ludzkimi

## Linki zewnętrzne

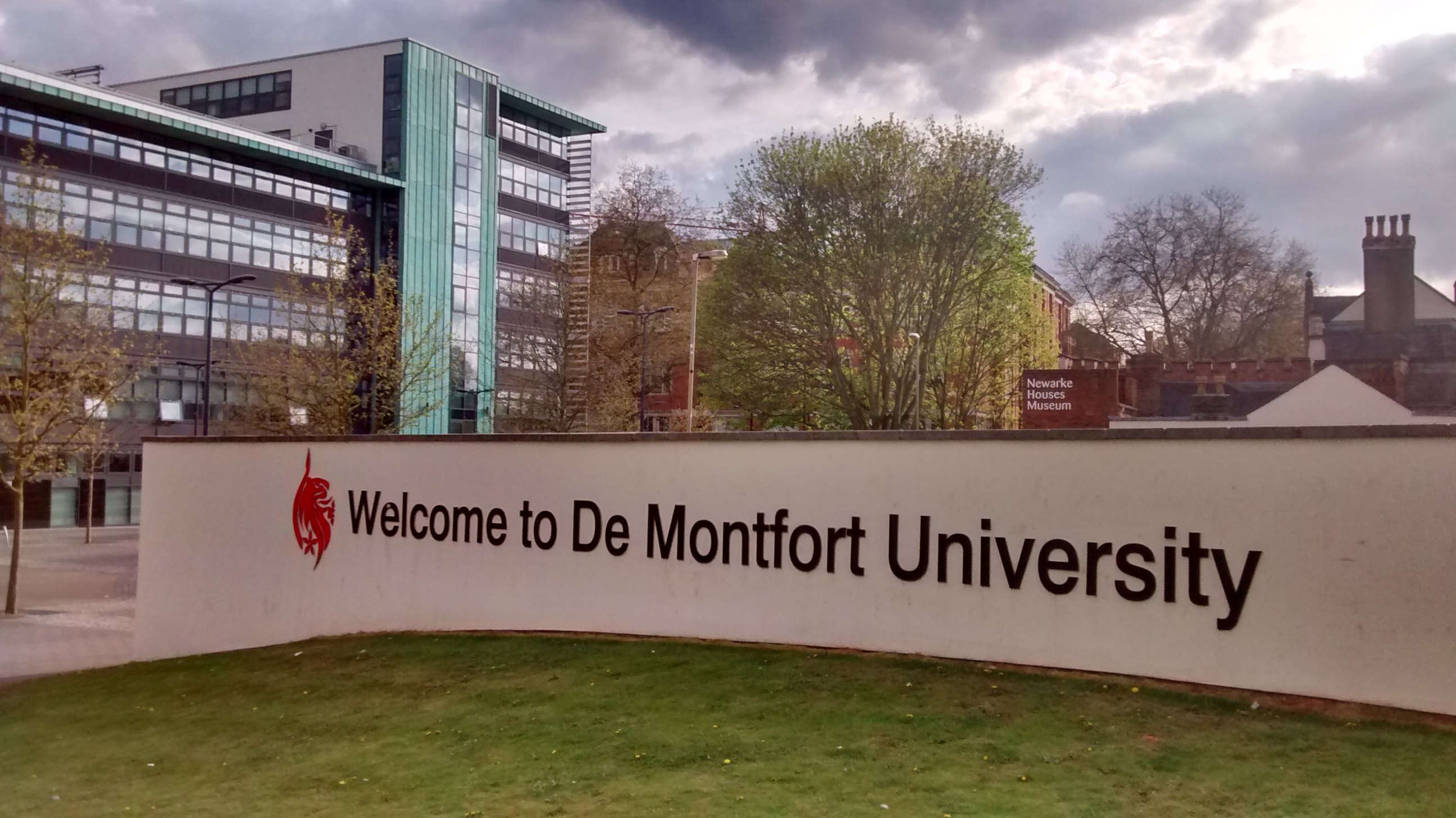
Sciana z napisem Uniwersytetu